# Strandpille
Strandpille eller rauk er navnet på en søjleformet erosionsrest ved kysten. Strandpiller opstår, når relativt blødere klipper på en kyst eroderer. Dette geologiske fænomen er især kendt fra øerne Gotland og Fårø, hvor strandpiller eller rauker ofte forekommer i grupper. Fra Bornholm kendes flere klipperester som f.eks. de karakteristiske Løvehovederne neden for Hammershus. Men de findes f.eks. også i det nordvestlige Skåne ved Hovs Haller. Vestkystens sidste strandpille (Skarreklit) stod ved Bulbjerg, indtil den i 1978 gav efter for havet og styrtede sammen. Strandpiller er også kendt som rauker. Ordet rauk er gutnisk, afledt af oldnordisk hraukr.
Langs kyster med landhævning kan den højeste forekomst af strandpiller benyttes til bestemmelse af et tidligere havniveau.